# Bisdom Huaraz
Het bisdom Huaraz (Latijn: Dioecesis Huarazensis) is een rooms-katholiek bisdom met als zetel Huaraz, in Peru. Het bisdom is suffragaan aan het aartsbisdom Trujillo. 

## Geschiedenis
Het bisdom werd opgericht op 15 mei 1899, uit delen van het aartsbisdom Lima, en was suffragaan aan het aartsbisdom Lima. Op 13 juni 1966 veranderde het van kerkprovincie en werd suffragaan aan het aartsbisdom Trujillo.

## Parochies
Het bisdom had in 2021 een oppervlakte van 13.819 km2 en telde 367.096 inwoners waarvan 64,0% rooms-katholiek was.

## Bisschoppen
- Ezechiel Francisco Soto (27 februari 1901 - 17 april 1903)
- Mariano Emilio Holguin y Maldonado (12 augustus 1904 - 1 juni 1906)
- Pedro Pascuál Francesco Farfán de los Godos (6 augustus 1907 - 19 april 1918)
- Domingo Juan Vargas (26 augustus 1920 - 1 augustus 1936)
- Mariano Jacinto Valdivia y Ortiz (15 december 1940 - 17 december 1956)
- Teodosio Moreno Quintana (17 december 1956 - 21 september 1971)
- Fernando Vargas Ruiz de Somocurcio (21 september 1971 - 18 januari 1978)
- Emilio Vallebuona Merea (18 januari 1978 - 30 augustus 1985)
- José Ramón Gurruchaga Ezama (3 januari 1987 - 14 december 1996)
- Ivo Baldi Gaburri (14 december 1999 - 4 februari 2004)
- José Eduardo Velásquez Tarazona (4 februari 2004 - heden; hulpbisschop 15 maart 1994 - 1 juli 2000)

## Galerij van afbeeldingen

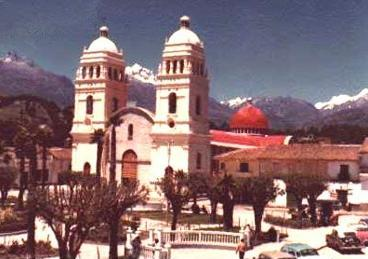
De oude kathedraal die werd verwoest bij een aardbeving in 1970

Trujillo (aartsbisdom) · Cajamarca · Chimbote · Huamachuco (territoriale prelatuur) · Huaraz · Huarí · Moyobamba (territoriale prelatuur)